# Simirestis ritschardii
Simirestis ritschardii là một loài thực vật có hoa trong họ Dây gối. Loài này được (R. Wilczek) N. Hallé ex R. Wilczek miêu tả khoa học đầu tiên năm 1960.